# Wilhelm Philipps (Theologe, 1891)

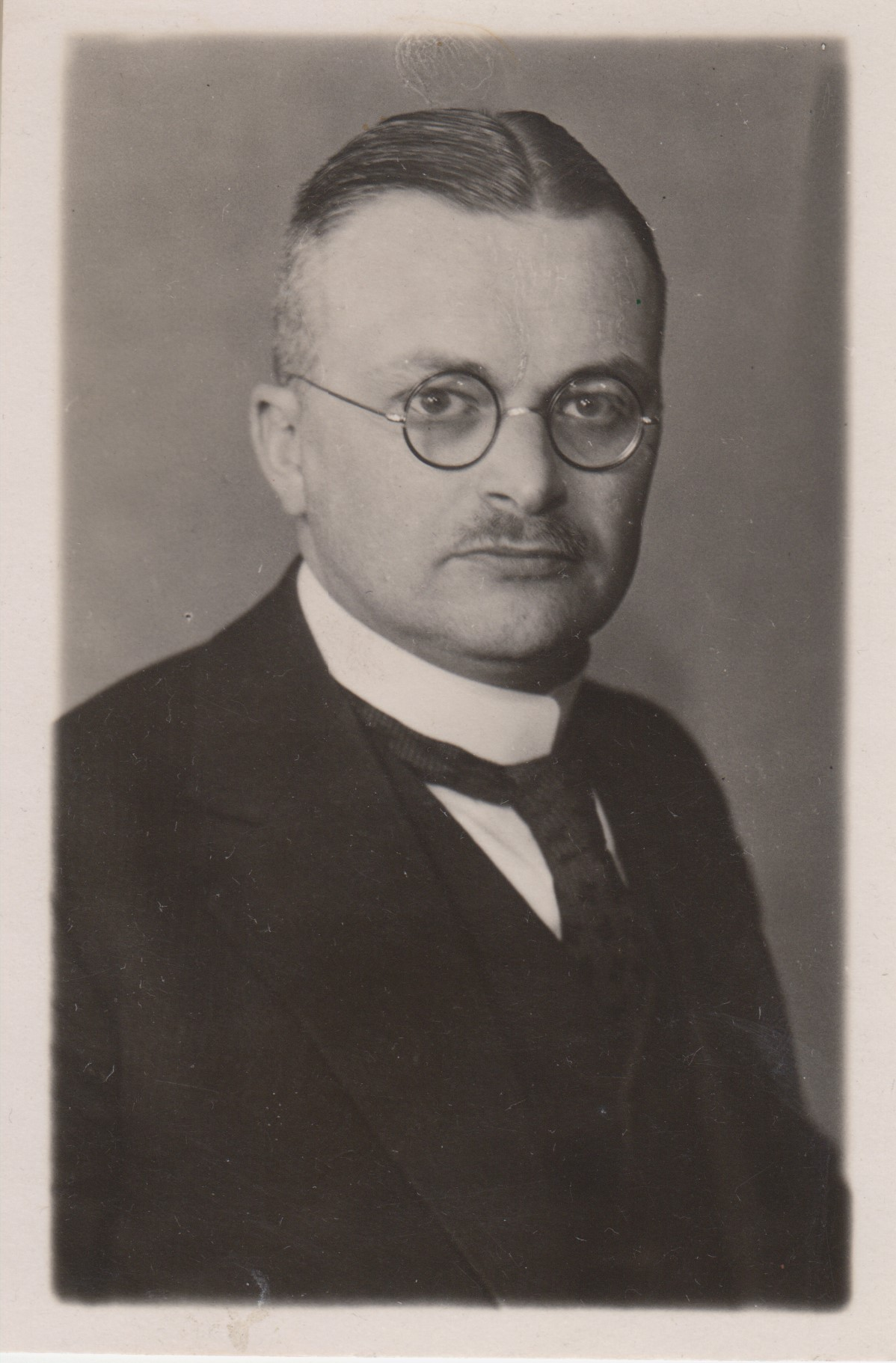
Wilhelm Philipps (der Jüngere) – Foto aus den 1930er Jahren

Wilhelm Philipps (der Jüngere) (* 26. Dezember 1891 in Bommern,  Landkreis Hagen; † 20. Januar 1982 in Hagen) war ein deutscher evangelischer Theologe und Pfarrer.

## Leben und Wirken
Die Eltern von Wilhelm Philipps waren der evangelische Pfarrer in Bommern Emil Philipps (1861–1921) und Wilhelmine geb. Plath (1869–1961).

### Anfänge 1891–1932
Philipps wuchs als ältestes von acht Kindern im Pfarrhaus auf. Von 1904 bis 1910 besuchte er das Evangelisch-Stiftische Gymnasium Gütersloh und studierte zwischen 1910 und 1913 evangelische Theologie in Bonn und Berlin, u. a. bei Heinrich Böhmer, Adolf Harnack und Heinrich Scholz. Gleich im ersten Jahr seines Studiums wurde er im Bonner Wingolf aktiv. 1914/1915 absolvierte Philipps das Vikariat als Synodalvikar beim Hammer Superintendenten D. Wilhelm Nelle und versah anschließend seinen Militärdienst in der Kaserne, da er nur als »garnisonverwendungsfähig« eingestuft worden war. 1916 bestand er das 2. Theologische Examen in Münster mit der Gesamtnote 'sehr gut'. Nach einem kurzen Lehrvikariat bei Superintendent Friedrich Niemann in Herford wurde Philipps am 11. März 1917 in Herford-Stiftberg ordiniert und trat unmittelbar danach eine Stelle als Hilfsprediger in Amelunxen an. Von 1917 bis 1922 war Philipps als Pfarrer in Höxter tätig. Als Gemeindepfarrer in Herdecke bekleidete er von 1922 bis 1926 zugleich das Amt des westfälischen Landesjugendpfarrers. 1926 trat er die Stelle des Jugendpfarrers in Düsseldorf an und übernahm die Leitung des dortigen Evangelischen Jugend- und Wohlfahrtsamtes.
In Vorträgen, Berichten und anderen kleineren Veröffentlichungen aus den 1920er Jahren drang Philipps als Jugendpfarrer darauf, im Blick auf junge Menschen die christliche Wahrheit vor den Angriffen des Zeitgeistes zu verteidigen. Als Akteure des Zeitgeistes machte er im Anschluss an den Tübinger Theologen Karl Heim den sozialistischen Materialismus, den freidenkerischen Atheismus, den liberalen Individualismus sowie einen allgemeinen Werterelativismus aus.

### Vorsteher des Evangelischen Johannesstifts 1932–1939
1932 trat Philipps auf Vermittlung und Anraten seines Onkels Wilhelm Philipps des Älteren das Amt des Vorstehers im Evangelischen Johannesstift in Berlin-Spandau/Hakenfelde an, als Nachfolger von D. Helmuth Schreiner. Philipps begrüßte 1933 die Machtübernahme durch den Nationalsozialismus. Er versprach sich von der politischen Umwälzung eine geistig-moralische Wende zugunsten der Kirche und zur sittlichen Stärkung des deutschen Volkes. Zum 1. Mai 1933 trat er in die NSDAP ein (Mitgliedsnummer 2.657.572) und führte Verhandlungen über einen Beitritt zur Glaubensbewegung Deutsche Christen (DC). Der Stiftsvorsteher kam damit auch der Aufbruchstimmung in großen Teilen der Diakonenschaft entgegen. Den kirchenpolitischen Vorgaben der Landeskirche folgend, besetzte er als Kuratoriumsvorsitzender im September 1933 das Aufsichtsgremium des Johannesstifts mehrheitlich mit Vertretern der Deutschen Christen neu.
Zugleich stand er dem Nationalistisch-Völkischen kritisch gegenüber. Schon 1924 hatte er Anlass gehabt,

„für den evangelischen Standpunkt einzutreten, daß wir zwar als Christen auch immer deutsche Christen sind, daß aber für das Wesentliche der religiösen Haltung die Zugehörigkeit zu einem bestimmten Volkstum ohne Bedeutung ist. ... Wenn es sich für uns um den wesentlichen Gehalt unserer religiösen Überzeugung handelt, stehen wir nicht in der Linie, die über Fichte, Kant und Luther in die deutsche Vorzeit sich verliert, sondern in der anderen, die über den Deutschen Luther und den Mauren Augustinus und den Juden Paulus bis ins Alte Testament zurückgeht.“

Theologisch unakzeptable Äußerungen des DC-Gauobmanns Reinhold Krause auf der Sportpalastversammlung im November 1933 führten Philipps vor Augen, dass mit der deutschchristlichen Umformung der evangelischen Kirche die Grundlagen des christlichen Bekenntnisses in Gefahr gerieten. In seinen Erwartungen enttäuscht kündigte er Anfang 1934 die Beziehung zu den Deutschen Christen auf. Zudem empörte ihn die Bereitwilligkeit, mit der die deutschchristliche Reichskirchenleitung die evangelische Jugendvereinsarbeit in die Hitlerjugend überführt hatte. Philipps, seit 1933 auch Vorsitzender der Brüderhausvorsteherkonferenz und damit Sprecher der männlichen Diakonie, rückte vom kirchenpolitischen Kurs des Nationalsozialismus zunehmend ab. Zeit seines Lebens legte Philipps Wert darauf, niemals formal Mitglied der Deutschen Christen geworden zu sein, auch wenn Außenstehende vom erfolgten Gegenteil ausgegangen waren.
Obwohl sich Philipps in politischer Hinsicht nach außen hin weitgehend loyal verhielt, geriet er ins Fadenkreuz der Gestapo und wurde im Dezember 1937 als mutmaßlicher Unterstützer der Apologetischen Centrale verhört. Die Schließung dieser kirchlichen Einrichtung, die gegen die „Religion des nordischen Blutes“ des NS-Ideologen Alfred Rosenberg Stellung bezogen hatte, konnte er nicht verhindern. Um das Fortbestehen des Evangelischen Johannesstifts nicht zu gefährden, trug er im Kirchenkampf den Neutralitätskurs der Inneren Mission, soweit es möglich und vertretbar war, mit. Durch sein Manövrieren wurde er vom Spandauer Superintendenten Martin Albertz als »eine der schwankensten Gestalten« bezeichnet, die ihm je im Kirchenkampf begegnet waren.
1935 erklärte Philipps dem westfälischen Präses Karl Koch gegenüber seinen persönlichen Beitritt zur Bekennenden Kirche (BK). Zum radikalen, auf Konfrontationskurs mit der Regierung gehenden Flügel der BK hielt Philipps Abstand, nahm stattdessen eine gemäßigte Position ein und wusste sich darin mit Friedrich von Bodelschwingh, Leiter der Betheler Anstalten, auf derselben Linie. Dieser ermutigte Philipps, nach Westfalen zurückzukehren und auf Vorschlag von Präses Koch im Sommer 1939 die Stelle eines theologischen Oberkonsistorialrates anzunehmen.

### Oberkonsistorialrat in Münster 1939–1945 und Gemeindepfarrer in Bünde/Westfalen 1946–1955
Als ranghöchster Theologe in einer kirchenpolitisch gespaltenen Provinzialkirche hat Philipps in den Jahren 1939 bis 1945 die Linie des Konsistoriums Münster vertreten und mit seiner pragmatischen Vorgehensweise geprägt. Dabei versuchte er im Einvernehmen mit dem Konsistorialpräsidenten Gerhard Thümmel von Fall zu Fall sachlich berechtigte Interessen sowohl der Bekennenden Kirche als auch der Deutschen Christen zu berücksichtigen, was ihm vor und nach 1945 von Vertretern beider Seiten gleichermaßen verübelt wurde. Deutschvölkische Orientierungen hatte er hingegen stets als nicht bekenntnisgemäß abgelehnt, so dass in seinen stellenpolitischen Maßnahmen Vertreter der radikalen „Nationalkirchlichen Einung“ nicht gefördert wurden.
Im Frühjahr 1945 rieten Exponenten der BK Präses Koch zu, Philipps das Vertrauen zu entziehen und ihn aus seiner kirchenleitenden Stellung zu entlassen. Philipps fühlte sich und seine Tätigkeit falsch beurteilt, erklärte jedoch, einer Neuordnung der kirchlichen Verhältnisse in Westfalen nicht im Weg stehen zu wollen. Er wechselte 1946 mit Hilfe seines späteren Vertrauten, dem damaligen Herforder Superintendenten Hermann Kunst, auf eine Gemeindepfarrstelle in Bünde.
In den kirchlichen Spruchkammerverfahren gegen ehemalige Pfarrer der DC trat Philipps mehrfach als Zeuge auf. Dabei setzte er sich für diejenigen ein, die sich seiner Meinung nach in ihrer theologischen Verkündigung nicht der Irrlehre schuldig gemacht hatten, sondern allein in ihrer kirchenpolitischen Haltung auf der falschen Seite gestanden hatten.

### Geschäftsführender Direktor der Berliner Inneren Mission 1956–1962
1956 wurde Philipps zum Geschäftsführenden Direktor des Gesamtverbandes der Berliner Inneren Mission erneut an die Spree gerufen. In engem Austausch mit dem evangelischen Bischof der Berlin-Brandenburgischen Kirche Otto Dibelius setzte er den in der Nachkriegszeit begonnenen Auf- und Ausbau der diakonischen Arbeitsfelder fort. Inmitten des Kalten Krieges wurde Philipps Zeuge der Auflösung kirchlicher Bahnhofsmissionsarbeit auf dem Gebiet der DDR sowie des Berliner Mauerbaus im Jahr 1961.

### Geschäftsführer der Diakonie im Evangelischen Kirchenkreis Hagen 1964–1966
Nach der Beendigung dieser zweiten Berliner Arbeitsphase am 31. Dezember 1962 nahm der im 73. Lebensjahr Stehende 1964 den Auftrag an, bis Ende 1966 die Geschäftsführung des Vereins für Innere Mission im Evangelischen Kirchenkreis Hagen zu übernehmen. Das unter wirtschaftlichen Druck geratene Diakonische Werk wurde von Philipps einer gründlichen Umstrukturierung unterzogen. Dabei erhielt er volle Unterstützung durch den Hagener Superintendenten Kurt Rehling, der bis 1945 einer seiner schärfsten Kritiker gewesen war. Von 1957 bis 1969 war Philipps stellvertretender Vorsitzender der Deutschen Evangelischen Bahnhofsmission.

### Pensionärszeit und Arbeiten am Nachlass
Philipps verbrachte die Zeit des Ruhestands bis zu seinem Tod im Jahre 1982 in Hagen. In den letzten Jahren verfasste er autobiographische Texte, die er jedoch zusammen mit gesammelten Dokumenten aus sieben Jahrzehnten nicht mehr selber zur Veröffentlichung bringen konnte. Das Grab von Wilhelm Philipps dem Jüngeren befindet sich auf dem Evangelischen Friedhof Bommern an der Deipenbecke.

## Ehrungen
1961 wurde Philipps das große Verdienstkreuz des Verdienstordens der Bundesrepublik Deutschland verliehen. Zugleich wurde er mit der Wichern-Plakette geehrt. 1966 erhielt er für seine Verdienste um die Innere Mission das Kronenkreuz in Gold.

## Familie
Wilhelm Philipps entstammte einer Familie, die in Westfalen zahlreiche Pfarrer und Superintendenten hervorgebracht hat. Wilhelm Philipps der Ältere war sein Onkel. Er leitete als Vorsteher das Evangelische Johannesstift bis 1912 und war in der Zeit der Weimarer Republik ein namhafter Sozialpolitiker. Wilhelm Philipps der Jüngere heiratete am 9. Oktober 1917 die Arzttocher Gertrud Wulffers (1895–1957) aus Wetter/Ruhr. Mit ihr hatte er fünf Söhne. Zwei starben als Soldaten im Zweiten Weltkrieg. Der zweitälteste Sohn Karl (1920–1982) kehrte als hochdekorierter Offizier zurück und nahm nach seiner Kriegsgefangenschaft das Studium der evangelischen Theologie auf. 1955 wurde er Gemeindepfarrer in Gladbeck-Brauck, 1961 Superintendent des Kirchenkreises Gladbeck-Bottrop, sodann 1964 Landes- und 1972 Oberkirchenrat der Evangelischen Kirche von Westfalen in Bielefeld. Nach dem Tod seiner ersten Frau ging Wilhelm Philipps am 24. Juni 1958 eine zweite Ehe mit der Gemeindehelferin Hedwig Bohle (1907–1965) ein. Am 4. Mai 1966 ehelichte Philipps Käte Schmitz verw. Oppermann (1905–2003).

## Schriften
- Glaube und Dienst. Predigten. Wichern-Verlag, Berlin 1937.
- Zur Lage der männlichen Diakonie. Referat auf der 43. Reichstagung für Innere Mission in Berlin. Sonderdruck aus: Deutsches Diakonenblatt, März 1937
- Diakonische Haltung! In: Das Diakonenamt. Vom Wesen und Wirken männlicher Diakonie – zugleich Geschichte der Deutschen Diakonenschaft 1913–1938. Berlin-Friedenau 1938, S. 22–26 (= Jahrbuch für männliche Diakonie, 7. Auflage).